# Jack Norworth

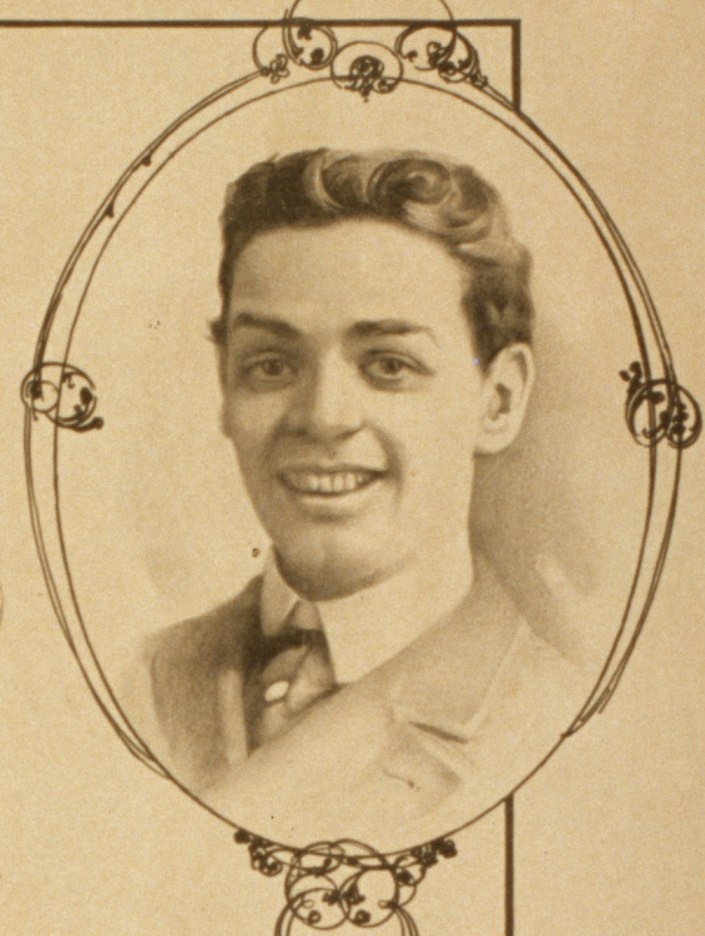
Jack Norworth auf einer Show-Ankündigung (um 1900)

Jack Norworth (* 5. Januar 1879 in Philadelphia; † 1. September 1959 in Laguna Beach, Kalifornien) war ein US-amerikanischer Lyriker, Komponist, Sänger und Schauspieler.

## Leben

### Als Songwriter
Norworth gilt als bekannter Songwriter aus der Zeit der Tin Pan Alley in den 1900er- und 1910er-Jahren. Er lieferte unter anderem Texte für die Bühnenproduktionen Ziegfeld Follies of 1908 und Ziegfeld Follies of 1931 von Florenz Ziegfeld junior. Nachhaltige Bekanntheit erreichte er als Texter der Baseballhymne Take Me Out to the Ball Game von 1908, die er während einer U-Bahn-Fahrt schrieb und die innerhalb kürzester Zeit zum Hit wurde. 1927 kam eine überarbeitete Version des Liedes heraus, heutzutage kann man den in den USA bis heute populären Song auch als Bilderbuch kaufen. Bei der 2001 stattfindenden Wahl der Songs of the Century wurde Take Me Out to the Ball Game auf Platz 8 gewählt.

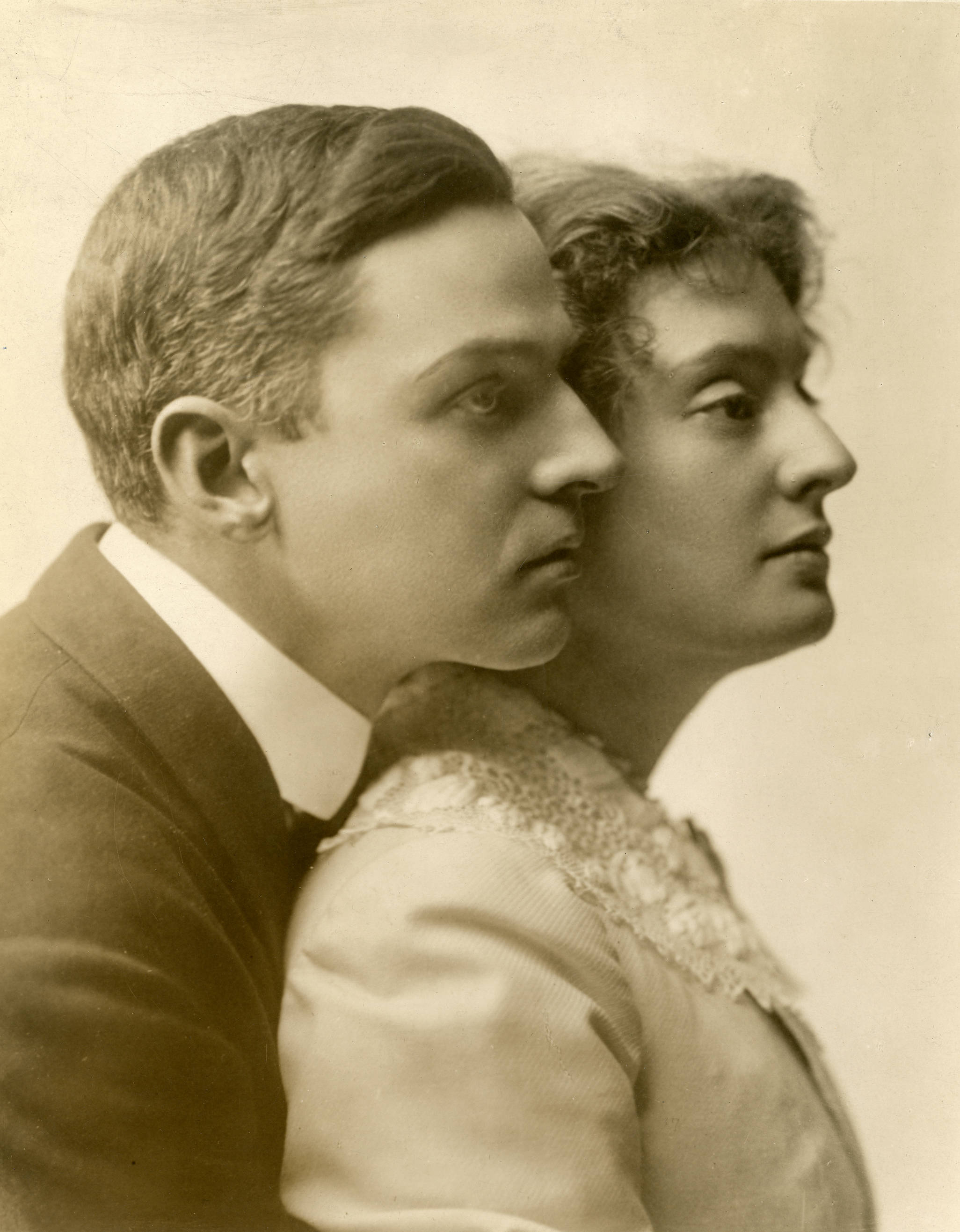
Jack Norworth und Nora Bayes um 1910

Norworths zweiter heute noch relativ bekannter Song ist Shine On, Harvest Moon, für den er den Text schrieb, während seine damalige Frau Nora Bayes die Musik komponierte. Weitere zumindest damals bekannte Lieder, die unter Norworths Mitwirkung entstanden sind, sind Back to My Old Home Town, Come Along, My Mandy, Dear Dolly, Good Evening, Caroline, Holding Hands und Meet Me in Apple Blossom Time. Mit Turn Off Your Light, Mr. Moon Man schrieben Norworth und Bayes auch eine Fortsetzung zu Shine On, Harvest Moon. Teilweise sang Norworth die von ihm geschriebenen Lieder auch als Sänger ein.

### Als Schauspieler
Auf Vaudeville-Bühnen war Norworth ein erfolgreiches Duo mit der Sängerin und Komponistin Nora Bayes, von der er sich 1913 nach fünf Jahren Ehe wieder scheiden ließ. Insgesamt war Norworth sechsmal verheiratet, darunter von 1899 bis 1907 mit der Schauspielerin Louise Dresser. Zwischen den 1900er- und 1930er-Jahren war er am Broadway aktiv, neben seinen Tätigkeiten als Songwriter hier auch als Schauspieler.
Als Filmschauspieler wirkte Norworth zwischen 1929 und 1932 mit seiner fünften Ehefrau Dorothy Adelphi (1895–1950) an diversen Kurzfilm-Komödien mit. 1945 hatte Norworth eine Nebenrolle in Jean Renoirs Filmdrama Der Mann aus dem Süden, das war zugleich sein letzter Filmauftritt.

### Nachleben
In dem Musicalfilm Shine On, Harvest Moon aus dem Jahr 1944 wurde Norworth als historische Persönlichkeit von Dennis Morgan gespielt.
Norworth wurde in die Songwriters Hall of Fame aufgenommen.